# Medal Honoru (Stany Zjednoczone)
Medal Honoru (ang. Congressional Medal of Honor – Medal Honoru Kongresu) – najwyższe odznaczenie wojskowe w Stanach Zjednoczonych, nadawane współcześnie przez Prezydenta Stanów Zjednoczonych w imieniu Kongresu, za wyjątkowe akty odwagi i męstwa z narażeniem życia, z przekroczeniem granic oraz ponad obowiązki. Medal przyznawany jest w trzech wersjach: Navy Medal of Honor (amerykańska marynarka wojenna), Army Medal of Honor (armia amerykańska) oraz Air Force Medal of Honor (amerykańskie siły powietrzne).
Ustanowiony przez sekretarza marynarki Gideona Wellesa 16 grudnia 1861 roku jako Navy Medal of Honor (Medal Honoru Marynarki Wojennej), jest dziś najstarszym nieprzerwanie nadawanym amerykańskim odznaczeniem. 21 grudnia 1862 roku prezydent Abraham Lincoln podpisał ustawę Kongresu Stanów Zjednoczonych, ustanawiającą Medal Honoru Marynarki Wojennej najwyższym amerykańskim odznaczeniem. Medal ten został jednak przewidziany początkowo wyłącznie dla żołnierzy marynarki niebędących oficerami. Pierwsze Medale Honoru zostały przyznane 3 kwietnia 1862 roku. Wersja marynarki przeznaczona jest również dla piechoty morskiej i straży wybrzeża. W 1915 roku, Kongres upoważnił Prezydenta do odznaczania Medalem Honoru także oficerów marynarki, korpusu piechoty morskiej oraz straży wybrzeża, którzy wyróżnili się w bitwie lub zaprezentowali nadzwyczajny heroizm w swoim zawodzie.
Odpowiednik Medalu Honoru dla wojsk lądowych – Army Medal of Honor – został zaakceptowany 12 lipca 1862 roku przez sekretarza wojny Edwina Stantona, zaś Air Force Medal of Honor został zaaprobowany w 1960 roku.

## Odznaczeni
Pierwszymi odznaczonymi Medalami Honoru, 3 kwietnia 1862 roku, było 41 marynarzy US Navy. Wśród nich znajdowało się 17 marynarzy, którzy otrzymali odznaczenia za akcję w Forcie Jackson 25 marca 1863, a także 6 żołnierzy armii Unii, wyróżnionych za udział w rajdzie za linie konfederatów i porwanie lokomotywy; jako pierwszy z nich medal otrzymał szeregowy Jacob Parrott. Do czerwca 2008 Medalem Honoru odznaczono 3447 osób służących w Siłach Zbrojnych Stanów Zjednoczonych.
Ze względu na swoją naturę medal jest często przyznawany pośmiertnie. W ten sposób do czerwca 2008 roku otrzymało go 620 osób.
Odznaczenie Medalem Honoru wiąże się z licznymi przywilejami:
- ponad 1100 dolarów miesięcznie dodatku do emerytury,
- ułatwienia dla dzieci posiadaczy podczas starania się o przyjęcie do akademii wojskowych,
- zaproszenia na inaugurację prezydencką oraz na bal inauguracyjny.

Medal Honoru może być przyznany tylko członkom Sił Zbrojnych Stanów Zjednoczonych, nie jest nadawany żołnierzom obcych armii. Generalnie nie praktykuje się wielokrotnego nadawania tego odznaczenia, taki zaszczyt spotkał tylko dziewiętnastu żołnierzy, którzy zostali odznaczeni dwukrotnie. Pięciu z nich otrzymało zarówno Medal Honoru US Army jak i Medal Honoru US Navy za udział w tej samej akcji. Od lutego 1919 roku nie można przyznawać Medalu Honoru więcej niż raz pojedynczej osobie za udział w tej samej akcji, jakkolwiek żołnierz jednego rodzaju sił zbrojnych może zostać odznaczony przez inny rodzaj, jeżeli akcja, za którą przyznany został Medal Honoru, odbywała się z rozkazu tego właśnie rodzaju sił zbrojnych. W praktyce żaden żołnierz sił zbrojnych Stanów Zjednoczonych nie otrzymał więcej niż dwa Medale Honoru.